# Badetod
Der Badetod (auch mittelbares Ertrinken oder atypisches Ertrinken genannt) ist ein Tod im Wasser, der grundsätzlich nicht durch Ertrinken verursacht wird. Es handelt sich um einen rechtsmedizinischen Begriff; der Badetod wird anhand einer Obduktion festgestellt. Im Gegensatz zum Ertrinkungstod (dem sogenannten Badeunfall oder auch „unmittelbaren“ Ertrinken) sind beim Badetod die Lungen und der Magen-Darm-Trakt bei der Obduktion im Wesentlichen frei von Wasser. Das heißt, dass es vor dem Tod zu keiner oder nur wenig Wasseraspiration (Wassereinatmung) gekommen war.
Gelegentlich wird der Badetod mit dem Reflextod im Wasser gleichgesetzt (Badetod im engeren Sinne). Dagegen ist beim Badetod im weiteren Sinne der Reflextod nur eine mögliche Ursache.

## Ursachen
Die Ursachen können sehr unterschiedlich sein. Der Badetod ist meistens ein Tod aus natürlicher Ursache, der zufällig beim Baden oder Schwimmen auftritt oder mit dem Aufenthalt im Wasser zusammenhängt, ohne ein Ertrinkungstod zu sein. Das entscheidende Unterscheidungskriterium zum Badeunfall ist, dass es beim Badetod zu keiner wesentlichen Wassereinatmung kommt.
Erklärt werden kann dies durch alle plötzlich eintretenden Erkrankungen, die zum Atemstillstand beziehungsweise zum Kreislaufstillstand im Wasser führen. Dies kann zum Beispiel eine Hirnblutung, ein Herzinfarkt oder eine plötzlich aufgetretene Lähmung der Atemmuskulatur bei Querschnittlähmung aufgrund eines Kopfsprunges in ein zu seichtes Gewässer sein. Auch ein Blitzschlag oder Stromunfall kann Herzrhythmusstörungen (Kammerflimmern) verursachen; dies kann zum Kreislaufstillstand im Wasser und somit zum Badetod führen.
Eine spezielle Form des Badetodes ist der Reflextod im Wasser (auch mittelbares Ertrinken nach nervösem Schock). Verschiedene Formen des Reflextodes im Wasser werden unterschieden:
- Kehlkopfschock: Hierbei kommt es durch das kalte Wasser zu einem Stimmritzenkrampf (Laryngospasmus), wodurch die Atmung verhindert wird. Dies ist eine Erklärung für die medizinisch begründbare volkstümliche Empfehlung, niemals unabgekühlt in das Wasser zu gehen oder zu springen.
- Schmerz- bzw. Kreislaufschock: Wird ausgelöst zum Beispiel durch einen Bauchklatscher auf die Wasseroberfläche, wodurch es zu einer Reizung des Sonnengeflechts (Plexus solaris) kommt. Dies kann zum Versacken des Blutes in reflektorisch erschlaffte Eingeweidegefäße führen. Die Herzfüllung wird verhindert, und es resultiert ein Kreislaufschock. Aus diesem Zusammenhang erklärt sich die volkstümliche Anschauung, man solle bei „vollem Magen“ oder nach dem Genuss von Sauerkraut das Baden vermeiden.[1] Auch vorheriger Alkoholkonsum erhöht das Risiko eines Kreislaufschocks durch Erweiterung von Blutgefäßen und sollte daher vor dem Baden vermieden werden – unabhängig davon steigt nach Alkoholkonsum auch das Risiko des „normalen“ Ertrinkens (Badeunfall).
- Trommelfelldefekte: durch das Trommelfell eindringendes Wasser kann Drehschwindel und Orientierungslosigkeit auslösen und zum Reflextod im Wasser führen.